# I Don't Like the Drugs (But the Drugs Like Me)
I Don't Like the Drugs (But the Drugs Like Me) è un singolo del gruppo Marilyn Manson, uscito nel 1999, avente tre diverse versioni della canzone da cui prende titolo, in aggiunta di uno screen saver (Drugs Screen Saver). La terza traccia è quella estrapolata dall'album Mechanical Animals. La copertina, raffigurante una faccia dai lineamenti umani e dalla testa tronca, è stata disegnata dal cantante della band. La canzone contiene un assolo di Dave Navarro, chitarrista dei Jane's Addiction (e Red Hot Chili Peppers).
In linea con le forti influenze che l'album Mechanical Animals mutua da David Bowie, la canzone ha alcune somiglianze con la canzone di Bowie, Fame.

## La canzone
Dal titolo del brano si potrebbe dedurre erroneamente che il testo parli principalmente di uso di stupefacenti e simili. In realtà la canzone non è altro che una denuncia da parte della band, all'influenza che ha la televisione sul mondo di oggi in particolare su quello occidentale. Probabilmente il titolo, con la frase "Non mi piacciono le droghe ma io piaccio a loro" fa riferimento alle emozioni delle persone che vengono soffocate o controllate grazie proprio alla televisione che secondo la band è la vera droga del mondo odierno. In sintesi la frase che dà il titolo alla canzone potrebbe essere reinterpretata con "Non mi piace essere manipolato dalla televisione ma alla televisione piace manipolare me" e il gruppo cerca di spronare chi li ascolta a non essere soggetti a questo tipo di manipolazione.

## Curiosità
L'aspetto di Manson, si rifà all'Apocalisse di Giovanni (Versetti dall'1,12-16): 
«"Il suo volto somigliava al sole"
Ora, come mi voltai per vedere chi fosse colui che mi parlava, vidi sette candelabri d'oro e in mezzo ai candelabri c'era uno simile a figlio di uomo, con un abito lungo fino ai piedi e cinto al petto con una fascia d'oro. I capelli della testa erano candidi, simili a lana candida, come neve. Aveva gli occhi fiammeggianti come fuoco, i piedi avevano l'aspetto del bronzo splendente purificato nel crogiuolo. La voce era simile al fragore di grandi acque. Nella destra teneva sette stelle, dalla bocca gli uscivauna spada affilata a doppio taglio e il suo volto somigliava al sole quando splende in tutta la sua forza.»

## Tracce
Singolo UK CD 1
1. "I Don't Like the Drugs (But the Drugs Like Me)" - 5:03
2. "I Don't Like the Drugs (But the Drugs Like Me) (Every Day)" - 5:22
3. "I Don't Like the Drugs (But the Drugs Like Me)" (Absinth Make the Heart Grow Fonder) - 5:29

Singolo UK CD 2
1. "I Don't Like the Drugs (But the Drugs Like Me)" (Infected by the Scourge of the Earth)[1] - 5:41
2. "I Don't Like the Drugs (But the Drugs Like Me)" (Danny Saber Remix) - 5:16
3. "I Don't Like the Drugs (But the Drugs Like Me)" - 5:03
4. Drugs Screen Saver

Singolo UK vinile 10" (remix)
1. "I Don't Like the Drugs (But the Drugs Like Me)" (Infected by the Scurge of the Earth Remix) - 5:41
2. "I Don't Like the Drugs (But the Drugs Like Me)" (Danny Saber Remix) - 5:16
3. "I Don't Like the Drugs (But the Drugs Like Me)" (Everyday Black Dog Remix) - 5:41
4. "I Don't Like the Drugs (But the Drugs Like Me)" (Absinth Makes the Heart Grow Fonder Remix) - 5:29

Singolo australiano
1. "I Don't Like the Drugs (But the Drugs Like Me)" - 5:03
2. "I Don't Like the Drugs (But the Drugs Like Me)" (Radio Edit) - 5:06
3. "I Don't Like the Drugs (But the Drugs Like Me)" (Danny Saber Remix) - 5:16
4. "The Beautiful People" (Live) - 4:33

Singolo giapponese
1. "I Don't Like the Drugs (But the Drugs Like Me)" (Infected By the Scourge of the Earth)[1] - 5:41
2. "I Don't Like the Drugs (But the Drugs Like Me)" (Danny Saber Remix) - 5:16
3. "I Don't Like the Drugs (But the Drugs Like Me) (Every Day)" - 5:22
4. "I Don't Like the Drugs (But the Drugs Like Me)" (Absinth Makes The Heart Grow Fonder) - 5:29
5. "I Don't Like the Drugs (But the Drugs Like Me)" - 5:03

### Bonus
- Drugs Screen Saver

## Formazione
- Marilyn Manson
- Twiggy Ramirez
- Zim Zum
- Dave Navarro